# Boiu Mare
Boiu Mare è un comune della Romania di 1 195 abitanti, ubicato nel distretto di Maramureș, nella regione storica della Transilvania. 
Il comune è formato dall'unione di 4 villaggi: Boiu Mare, Frâncenii Boiului, Prislop, Românești.